# Chalinula nigra
Chalinula nigra är en svampdjursart som beskrevs av Boury-Esnault och Guilherme A.M.Lopes 1985. Chalinula nigra ingår i släktet Chalinula och familjen Chalinidae. Inga underarter finns listade i Catalogue of Life.